# آرامستان ارامنه پکاچیک
گورستان ارامنه پکاچیک در روستای پکاچیک، شهرستان سلماس واقع شده و قدمت آن به سده‌های هفتم و هشتم هجری می‌رسد. سطح تپه پوششی از سنگ قبرهای قدیمی و متأخر است به صورت حجاری با علامت صلیب، گردون خورشید و نام متوفی و کتیبه‌هایی به خط ارمنی کهن. در پاره‌ای از قبرها بنا بر اعتقادات مذهبی سنگ‌هایی را به صورت چهارگوش تراش داده و وسط آن را برای ذخیرهٔ آب و استفادهٔ پرندگان گود کرده‌اند تا متوفی از ثواب اخروی آن بهره‌مند شود. در جوار قبرستان نیز بقایای یک کلیسای مخروبه به چشم می‌خورد.